# Код Ейкена
Код Ейкена (також відомий як код 2421 )   — двійковий-десятковий код (ДДК) з доповненням. Група з чотирьох бітів призначається десятковим цифрам від 0 до 9 відповідно до наступної таблиці. Код був розроблений Говардом Хетевеєм Ейкеном і досі використовується в електронних годинниках, калькуляторах і подібних пристроях.
Код Ейкена відрізняється від стандартного коду 8421-ДДК тим, що в коді Ейкена четвертий розряд має вагу 2, на відміну від 8ки в стандартному коді ДДК.

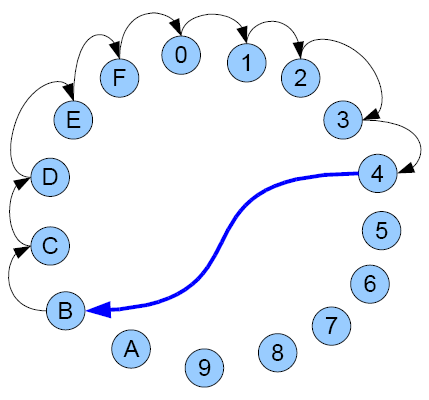
Код Ейкена в шістнадцятковому кодуванні

Можна подумати, що деякі цифри можна закодувати двома способами, наприклад 5 може кодуватись як 1011 або 0101. Але це не так, цифри від 5 до 9 є дзеркальним відображенням з інверсією цифр від 0 до 4.

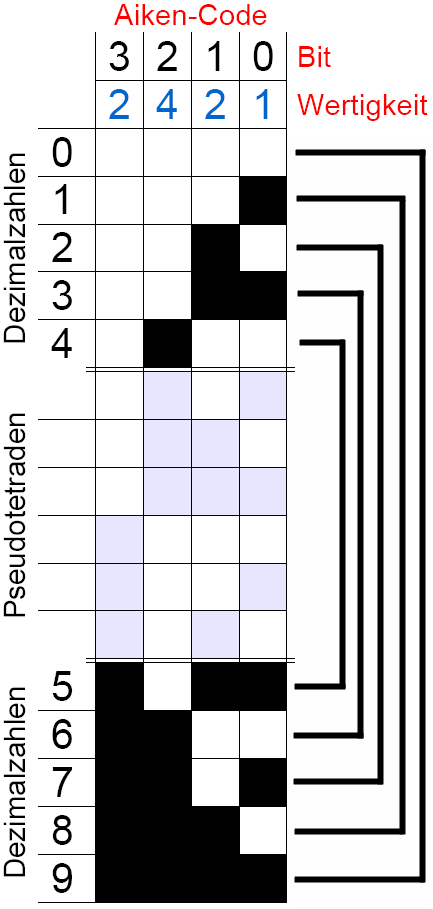
симетрія в кодуванні Ейкена

| 0 | 0 0 0 0 |
| 1 | 0 0 0 1 |
| 2 | 0 0 1 0 |
| 3 | 0 0 1 1 |
| 4 | 0 1 0 0 |
| 5 | 1 0 1 1 |
| 6 | 1 1 0 0 |
| 7 | 1 1 0 1 |
| 8 | 1 1 1 0 |
| 9 | 1 1 1 1 |